# فرنسيس نولان
فرنسيس نولان (بالإنجليزية: Francis Nolan)‏ هو لغوي بريطاني، ولد في القرن العشرين.